# Live (Sweetbox-album)
A Live a Sweetbox-projekt és Jade Villalon énekesnő első koncertalbuma. A Sweetbox tizenegyedik, Jade tizedik albuma. A koncertet 2005 karácsonyán, Szöulban tartották, és főleg a legújabb, Addicted című album dalai hangzottak el, de minden korábbi Sweetbox-albumról szerepelnek slágerek a lemez dalai közt.
A CD-hez bónusz DVD jár, amin megtalálható az Addicted című dal videóklipje is.

## Számlista
| #   | Cím                           | Melyik albumról  | Hossz |
| --- | ----------------------------- | ---------------- | ----- |
| 1.  | Graceland                     | Addicted         | 4:09  |
| 2.  | Life Is Cool                  | Adagio           | 3:11  |
| 3.  | Bold & Delicious              | Addicted         | 3:23  |
| 4.  | Ladies Night                  | Addicted         | 3:14  |
| 5.  | Pride                         | Addicted         | 3:28  |
| 6.  | Dreams                        | Addicted         | 2:55  |
| 7.  | Every Step                    | Addicted         | 2:44  |
| 8.  | Addicted                      | Addicted         | 3:00  |
| 9.  | Here Comes the Sun            | Addicted         | 3:06  |
| 10. | For the Lonely                | Classified       | 3:50  |
| 11. | After the Lights              | After the Lights | 3:29  |
| 12. | Every Time                    | Classified       | 4:39  |
| 13. | Liberty                       | Adagio           | 3:46  |
| 14. | Don’t Push Me                 | Jade             | 3:26  |
| 15. | Vaya con Dios                 | Addicted         | 4:54  |
| 16. | Everything’s Gonna Be Alright | Best of Sweetbox | 4:48  |
| 17. | Read My Mind                  | Jade             | 6:00  |